# سفر (فیلم ۱۹۸۷)
سفر (انگلیسی: Resan) یک فیلم در ژانر مستند به کارگردانی پیتر واتکینز است که در سال ۱۹۸۷ منتشر شد. این فیلم درحال حاضر رتبه اول را در لیست طولانی ترین فیلم های تاریخ سینما از آن خود کرده است.